# Eissner von und zu Eisenstein

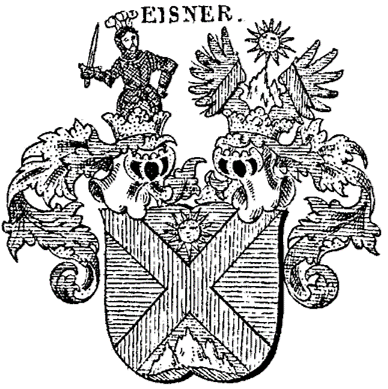
Wappen der Eissner von Eisenstein (1773) bei Siebmacher

Die Eissner von und zu Eisenstein (auch Eisner oder Eißner) sind ein österreichisch-böhmisches Adelsgeschlecht, dessen Wurzeln auf Sebastian Eissner, einen Soldaten der kaiserlichen Leibgarde zur Zeit des Dreißigjährigen Krieges, zurückgehen. Von ihm stammt ein älterer Stamm mit Schwerpunkt in Niederösterreich und ein jüngerer Stamm mit Schwerpunkt in Böhmen ab.

## Geschichte

### Älterer Stamm
Der aus einem Reutlinger Patriziergeschlecht stammende Eissner wurde 1688 zusammen mit seinem Sohn Matthias Franz, der in bayerischen Diensten stand, auch auf Bitten des Kurfürsten Max Emanuel von Kaiser Leopold I in Würdigung seiner geleisteten Dienste – er soll ihm in einem Hinterhalt das Leben gerettet haben – in den Rittermäßigen Reichsadelsstand erhoben. Damit war eine Wappenverbesserung verbunden sowie das Recht, sich nach den erworbenen Gütern zu nennen. Im Jahr 1691 erfolgte eine weitere Wappenverbesserung und der Titel Edler von Eisenstein. Matthias Franz wurde 1698 Hofkriegsrat und 1712 unter die neuen Geschlechter des Ritterstandes von Niederösterreich aufgenommen. Er erwarb mit seiner Frau der Freiin Wertemann de Vertema verschiedene Güter in Niederösterreich. Der Sohn Franz Anton setzte das Geschlecht fort. Er war Landrat in Niederösterreich. Dessen Sohn Franz (Johann) Albert war Offizier, zuletzt Obristwachtmeister bei den Dragonern und erlangte den Freiherrenstand. Seine Ehe mit Maria Anna Gräfin von Sedlnitzky zu Choltic blieb kinderlos. Mit ihm erlosch der ältere Stamm der Familie. Die Schwester Therese Eleonore heiratete 1778 Wolfgang Maximilian Josef Graf von Auersperg.

### Jüngerer Stamm
Der Gründer der Familie Sebastian Eissner siedelte sich im östlichen Böhmen an. Unklar bleibt, ob er seinen Adelstitel nicht führte oder dieser ihm gar nicht zugesprochen worden war. Seine Nachkommen besaßen dort unter anderem Glashütten und erlangten erfolgreich den Adelsstand. Dazu zählt vor allem Johann Ignaz Eissner (1722–1795), der Glasfabrikant und Bürger von Prag und Ratsangehöriger der Prager Neustadt war. Außerdem baute er durch technische Innovationen die Bedeutung der familieneigenen Glashütten aus und gründete neue Werke. Er erwarb sich Verdienste um den Ausbau des Hafens von Triest sowie durch Gewährung sozialer Leistungen für seine Arbeiter. Maria Theresia erhob diesen 1773 in den böhmischen Adelsstand mit dem Prädikat „von und zu Eisenstein“ unter Bezug auf die Nobitilierung von Sebastian Eissner. Auch das Wappen entsprach dem der älteren Linie. Im Jahr 1795 erhielt er das Inkolat im Ritterstand des Königreichs Böhmen. Erbe wurde der Enkel Adalbert Wenzel. Dieser war unter anderem Magistratsrat in Prag. Danach verzweigte sich das Geschlecht in verschiedene Linien und Zweige.
Der jüngere Stamm besteht aus der 2. Linie (1. Linie wie bereits erwähnt 1785 erloschen), dessen Nachkommen in Österreich (Wien, Niederösterreich) und Böhmen (Prag, Böhmerwald) lebten. Die 3. Linie, der auch Richard Freiherr von und zu Eisenstein und Karl Reichsritter Eisner von und zu Eisenstein angehörten, verzweigte sich stark. Ihre Nachkommen leben heute unter anderem in Österreich (Steiermark & Burgenland), Italien, Deutschland und Argentinien. Die Nachkommen tragen teilweise den Freiherrentitel (endgültig erloschen 1907), die meisten tragen den Titel Reichsritter Edler von und zu Eisenstein.
Die Eisensteinhöhle in Bad Fischau-Brunn (Österreich), wurde nach dem Grundherrn und Förderer ihrer Erschließung, vermutlich Karl Reichsritter von und zu Eisenstein (k.u.k. Feldmarschallleutnant), benannt.

## Standeserhebungen
- 1688 Erhebung in den Reichsadel mit von Eisenstein
- 1691 Reichsritterstand mit Wappenverbesserung und Prädikat Edler von Eisenstein
- 1712 Landsmannschaft im neuen Ritterstand Niederösterreichs
- 1773 böhmischer Adelsstand mit von und zu Eisenstein
- 1792 Reichsvikariatsritterstand bzw. 1793 Reichsritterstand mit Wappenverbesserung
- 1795 Inkolat des Königreichs Böhmen
- 1889 österreichischer Freiherrenstand mit Wappenbesserung
- 1904 Genehmigung, den Namen Eissner wegzulassen und sich Freiherrn von und zu Eisenstein zu nennen

## Wappen
- Blasonierung des Wappens von 1691: Geviert mit Mittelschild: dieser oben mit Perlen besetzt, in Blau eine goldene Strahlensonne; eins und vier in Gold ein schwarzer Doppeladler; zwei und drei in Rot ein breiter silberner Balken, in welchem sich aus grünem Rasen drei schroffe natürliche Felsen erheben. Zwei gekrönte Helme: I. mit schwarz-goldenen Decken ein schwarzer Doppeladler; auf II mit rot-silbernen Decken ein wachsender Geharnischter mit vier abwechselnd schwarzen und goldenen, abhängenden Straußenfedern auf dem Kaskett, einem blanken Reiterdegen in der Rechten und in die Seite gestemmter Linker.
- Blasonierung des Wappens von 1773: Von Blau durch ein rotes Andreaskreuz geviert; oben eine goldene Sonne, unten auf grünem Boden eine natürliche Felsgruppe. Zwei Helme: I. wachsend ein geharnischter Mann, den offenen Helm mit silbernen Federn besteht, goldenem Schwertgurt, in der rechten Hand ein Schwert an goldenem Griff haltend, die linke in die Seite gestützt. II. zwischen einem offenen blauen Flug, dessen rechter Flügel mit einem rechten, der linken mit einem linken Schrägbalken überzogen ist, die Felsengruppe, über den Felsen die Sonne. Die Helmdecken sind blau-golden und rot-silbern.

## Bekannte Persönlichkeiten
- Wenzel Ignaz Reichsritter Edler Eis(s)ner von (und zu) Eisenstein (1793–1881): Glasfabrikant, Großgrundbesitzer, 1817 Dr. jur. an der Universität in Prag, Landesadvokat in Böhmen, Präsident der Advokatenkammer in Prag, später auch Professor der Universität und Dekan des juristischen Doktorenkollegs, nach 1861 Abgeordneter des böhmischen Landtags.[1]
- Johann Baptist Eis(s)ner (1797–1847): Glasfabrikant in Böhmen; gründete in Unterreichenstein eine Glashütte und verhalf dem Rubinglas in Böhmen zu einem Aufschwung.[2]
- Anton Benjamin Reichsritter Edler Eis(s)ner von (und zu) Eisenstein (1798–1867): Dr. med., seit 1825 Arzt in Wien, Botaniker des Riesengebirges.
- Richard Freiherr von und zu Eisenstein (1837–1913): k.u.k Feldmarschallleutnant, Weltreisender und Autor von Reiseberichten von u. a. Papua-Neuguinea, Nordafrika, Malta, Südamerika, Ferner Osten.
- Karl Borromäus Eissner von und zu Eisenstein (1889–1945): Autor von Gedichten (der Waldschlag, Lieder im Kampf) und Theaterstücken, mit denen er in der späteren Tschechoslowakei berühmt wurde.